# Ibolyakékmellű csillagoskolibri
Az ibolyakékmellű csillagoskolibri (Coeligena violifer) a madarak osztályának sarlósfecske-alakúak (Apodiformes)  rendjébe és a kolibrifélék (Trochilidae) családjába tartozó faj.

## Rendszerezése
A fajt John Gould angol ornitológus írta le 1846-ban, a Trochilus nembe Trochilus violifer néven.

## Alfajai
- Apurimac csillagoskolibri (Coeligena violifer albicaudata vagy Coeligena albicaudata) Schuchmann & Zuchner, 1997
- Huanuco csillagoskolibri (Coeligena violifer dichroura vagy Coeligena dichroura) (Taczanowski, 1874)
- Cuzco csillagoskolibri (Coeligena violifer osculans vagy Coeligena osculans) (Gould, 1846)
- Coeligena violifer violifer (Gould, 1846)[2]

## Előfordulása
Az Andok keleti lejtőin, Bolívia és Peru területén honos. A természetes élőhelye szubtrópusi és trópusi hegyi esőerdők, valamint erősen leromlott egykori erdők.

## Megjelenése
Átlagos testhossza 15 centiméter, a hímtesttömege 8–13 gramm, a tojóé 4–6 gramm.

## Életmódja
Nektárral táplálkozik.

## Külső hivatkozások
- Képek az interneten a fajról
- Internet Bird Collection - videók a fajról